# الأزمة المغربية الأولى
الأزمة المغربية الأولى (المعروفة أيضا باسم أزمة طنجة) تُشير إلى أزمة دولية حول الوضع الاستعماري في المغرب ما بين مارس 1905 ومايو 1906.

## حيثيات
انبثقت الأزمة المغربية الأولى من المنافسات الامبريالية للدول الكبرى، في هذه الحالة، بين ألمانيا من جهة وفرنسا، بدعم إنجليزي، من جهة أخرى. تمنح الاتفاقات الفرنسية التي تم التوصل إليها في عام 1904 مع كل من إنجلترا (8 أبريل) وإسبانيا (7 أكتوبر) الحق لفرنسا عمليا بالسيطرة على المغرب كمحمية. وهذا ما خلق العداء مع ألمانيا، والذي ظل في السرائر. اتخذت ألمانيا موقفا دبلوماسيا فوريا لوقف دخول الاتفاق الجديد حيز التنفيذ، بما في ذلك الزيارة المثيرة للقيصر غيوم الثاني وحديثه عن «الأبواب المفتوحة» بخطابه في طنجة (31 مارس 1905). كما سعت ألمانيا لعقد مؤتمر متعدد الأطراف حيث يمكن استدعاء فرنسا لمحاولة استفسار الأزمة أمام قادة الدول الأوروبية الأخرى. في البداية أبدى rouvier، رئيس الوزراء الفرنسي اهتمامه بالتوصل إلى حل وسط، لكن رفض الرأي العام الفرنسي ضد ألمانيا أدى إلى دعم إنجليزي للموقف الفرنسي. التوتر بلغ ذروته في منتصف يونيو، عندما ألغت فرنسا جميع الوعود العسكرية بالمغادرة (15 يونيو) مما دفع ألمانيا للتهديد بتوقيع اتفاق تحالف دفاعي مع السلطان المغربي (22 يونيو). وافقت فرنسا في 1 يوليو وبدعم قوي من إنجلترا على حضور المؤتمر، حيث بدى واضحا أن ألمانيا أصبحت معزولة دبلوماسيا.
استمرت الأزمة عشية المؤتمر في الجزيرة الخضراء بإسبانيا، حيث استدعت ألمانيا وحدات الاحتياط العسكرية(30 ديسمبر) مقابل تحريك فرنسا القوات المحاربة إلى الحدود الألمانية (3 يناير). وفي نفس المؤتمر الأممي، وجد الألمان أنفسهم وحيدين رغم دعم النمسا لموقفهم. في محاولة توفيقية نمساوية رفضها الكل باستثناء ألمانيا. قرر الألمان في 31 مارس، 1906 قبول اتفاق توفيقي قصد إنقاذ صورتهم الدولية. كما وافقت فرنسا على الخضوع لسيطرة الشرطة المغربية، لكن ذلك أبقى لها السيطرة الفعالة على الشأن السياسي المغربي والشؤون المالية. أُحدثت الأزمة بزيارة القيصر فيلهلم الثاني إلى طنجة في المغرب يوم 31 مارس 1905.
أدلى القيصر ببعض الملاحظات لصالح الاستقلال المغربي، تحديا للنفوذ الفرنسي في المغرب. فرنسا كان لها تأثير في المغرب بتزكية من بريطانيا (عبر الوفاق الودي) وإسبانيا في 1904، وهي خطوة اعتبرتها ألمانيا ضربة لمصالح بلدها حيث اتخذت الإجراءات الدبلوماسية قصد التحدي. سعت الحكومة الألمانية لعقد مؤتمر تجتمع فيه عموم أوروبا. يمكن اعتبار استفزاز فيلهلم الثاني بمثابة اختبار لقوة الوفاق الودي.

## تاريخ
في أواخر القرن التاسع عشر وأوائل القرن العشرين، كانت القوى الاستعمارية الأوروبية تتنافس على تقسيم مناطق النفوذ في إفريقيا. كانت فرنسا وبريطانيا وألمانيا من بين القوى الكبرى التي تبحث عن توسيع نطاقها ونفوذها الاستعماري. وقد كان المغرب، بموقعه الاستراتيجي في شمال غرب أفريقيا، محطّ اهتمام كبيرٍ لهذه القوى الاستعمارية.

### خلفية الأزمة
في نهاية القرن التاسع عشر، كان المغرب دولة مستقلة، لكنه كان يعاني من ضعف داخلي وتخلف اقتصادي، مما جعله هدفًا للأطماع الأوروبية. فرنسا، والتي كانت قد رسخت نفوذها في الجزائر وتونس، كانت تسعى لتوسيع نفوذها في المغرب. في المقابل، كانت ألمانيا تحت قيادة القيصر فيلهلم الثاني، تسعى لتعزيز موقعها كقوة كبرى ومنافسة فرنسا على السيطرة في المنطقة.

### الأحداث الرئيسية
الأزمة بدأت بشكل فعلي في مارس 1905م عندما زار القيصر الألماني فيلهلم الثاني مدينة طنجة، حيث ألقى خطابًا دعم فيه استقلال المغرب. هذه الزيارة والخطاب كانا بمثابة تحدٍ مباشر للطموحات الفرنسية في المغرب. كانت فرنسا تسعى لجعل المغرب تحت سيطرتها، وتحقيق نوع من الحماية غير الرسمية على البلاد.
رد الفعل الفرنسي كان غاضباً، مما أدى إلى تصعيد التوترات بين فرنسا وألمانيا. بريطانيا، التي كانت حليفة لفرنسا بموجب الوفاق الودي لعام 1904م، دعمت فرنسا في هذه الأزمة، مما زاد من عزلة ألمانيا.

### مؤتمر الجزيرة الخضراء

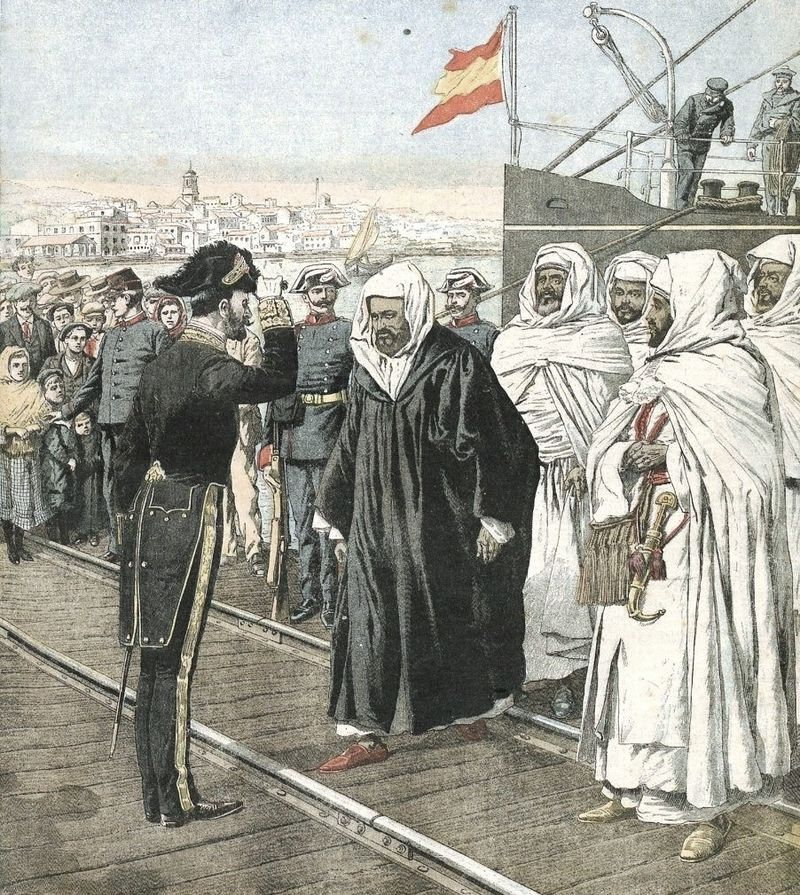
رسم لمؤتمر الجزيرة الخضراء سنة 1906م.

لتجنب تصعيد الأزمة إلى صراع عسكري، تم عقد مؤتمر دولي في مدينة الجزيرة الخضراء الإسبانية في عام 1906م. وقد شاركت فيه القوى الكبرى، بما في ذلك فرنسا وألمانيا وبريطانيا وإسبانيا، إلى جانب ممثلين عن المغرب.
أسفر المؤتمر عن اتفاقية تقضي بإقرار مبدأ "الباب المفتوح" في المغرب، مما يعني أن جميع القوى الأوروبية ستحظى بفرص متساوية للتجارة والنفوذ في المغرب. ومع ذلك، ظلت فرنسا تحتفظ بنفوذ قوي في البلاد، مما مهد الطريق لاستمرار سيطرتها على المغرب في المستقبل.

## نتائج الأزمة المغربية الأولى
على الرغم من أن ألمانيا لم تحقق الكثير من المكاسب في المغرب، إلا أن الأزمة أظهرت تزايد التوترات بين القوى الأوروبية، مما ساهم في تأجيج التوترات التي أدت في النهاية إلى الحرب العالمية الأولى.